# Nuoto ai XV Giochi paralimpici estivi
Le gare di nuoto ai XV Giochi paralimpici estivi si sono svolte tra l'8 e il 17 settembre 2016 presso l'Estádio Aquático Olímpico. Si è trattata della disciplina che ha assegnato il maggior numero di medaglie dopo l'atletica leggera, distribuite in 152 eventi che sono stati disputati in una piscina olimpica lunga 50 metri. In totale hanno partecipato 592 atleti di cui 328 uomini e 264 donne.

## Formato
Vi hanno partecipato fino a 600 atleti e tutte le competizioni sono state divise in tre gruppi:
- classi S1-S10 per gli atleti con disabilità fisiche o motorie;
- classi S11-S13 per gli atleti con disabilità visive;
- classe S14 per gli atleti con disabilità mentali.

A disabilità più impattanti corrispondeva un numero di classe inferiore.
Le gare richiedevano degli adattamenti per venire incontro agli atleti: la posizione di partenza poteva avvenire da seduti, direttamente in acqua o con l'ausilio di un professionista. Nella classe S11, invece, era obbligatorio l'uso di tecnologie che indicassero all'atleta l'avvicinamento a bordo vasca, tecnologia facoltativa nelle classi S12 e S13.
Il prefisso "S" era usato nello stile libero, nel dorso e nella farfalla mentre nella rana era usato il prefisso "SB". Infine nelle gare miste il prefisso era "SM".

## Calendario
Le fasi di ogni competizione (batterie e finali) sono state disputate nella stessa giornata. Di seguito il calendario delle gare tenute.
| Nuoto ai XV Giochi paralimpici estivi | Nuoto ai XV Giochi paralimpici estivi | Nuoto ai XV Giochi paralimpici estivi | Nuoto ai XV Giochi paralimpici estivi | Nuoto ai XV Giochi paralimpici estivi | Nuoto ai XV Giochi paralimpici estivi | Nuoto ai XV Giochi paralimpici estivi | Nuoto ai XV Giochi paralimpici estivi | Nuoto ai XV Giochi paralimpici estivi | Nuoto ai XV Giochi paralimpici estivi | Nuoto ai XV Giochi paralimpici estivi | Nuoto ai XV Giochi paralimpici estivi |
| Evento                                | Evento                                | Gio 8                                 | Ven 9                                 | Sab 10                                | Dom 11                                | Lun 12                                | Mar 13                                | Mer 14                                | Gio 15                                | Ven 16                                | Sab 17                                |
| ------------------------------------- | ------------------------------------- | ------------------------------------- | ------------------------------------- | ------------------------------------- | ------------------------------------- | ------------------------------------- | ------------------------------------- | ------------------------------------- | ------------------------------------- | ------------------------------------- | ------------------------------------- |
| 50 m stile libero                     | Uomini Dettagli                       |                                       | S7 S10                                | S6                                    |                                       | S11 S5                                | S9 S3                                 | S13                                   |                                       | S8                                    | S12 S4                                |
| 50 m stile libero                     | Donne Dettagli                        |                                       | S7 S10                                | S6                                    |                                       | S11 S5                                | S9                                    | S13                                   |                                       | S8                                    | S12 S4                                |
| 100 m stile libero                    | Uomini Dettagli                       | S4                                    |                                       |                                       | S8                                    | S9                                    | S10                                   |                                       | S11                                   | S7 S13                                | S6 S5                                 |
| 100 m stile libero                    | Donne Dettagli                        | S3                                    |                                       |                                       | S8                                    | S9                                    | S10                                   |                                       | S11                                   | S7 S13                                | S6 S5                                 |
| 200 m stile libero                    | Uomini Dettagli                       | S5                                    |                                       |                                       | S14 S2                                |                                       | S4                                    |                                       | S3                                    |                                       |                                       |
| 200 m stile libero                    | Donne Dettagli                        | S5                                    |                                       |                                       | S14                                   |                                       |                                       |                                       |                                       |                                       |                                       |
| 400 m stile libero                    | Uomini Dettagli                       | S8                                    | S9                                    | S11                                   |                                       | S13                                   | S6                                    | S7                                    | S10                                   |                                       |                                       |
| 400 m stile libero                    | Donne Dettagli                        | S8                                    | S9                                    | S11                                   |                                       | S13                                   | S6                                    | S7                                    | S10                                   |                                       |                                       |
| 50 m dorso                            | Uomini Dettagli                       |                                       |                                       | S3                                    |                                       |                                       |                                       |                                       | S1 S2                                 | S4 S5                                 |                                       |
| 50 m dorso                            | Donne Dettagli                        |                                       |                                       | S3                                    |                                       |                                       |                                       |                                       | S2                                    | S4 S5                                 |                                       |
| 100 m dorso                           | Uomini Dettagli                       | S6 S14 S7                             | S1 S2 S11                             | S10                                   |                                       |                                       | S8                                    | S12                                   |                                       | S9                                    | S13                                   |
| 100 m dorso                           | Donne Dettagli                        | S6 S14 S7                             | S2 S11                                | S10                                   |                                       |                                       | S8                                    | S12                                   |                                       | S9                                    | S13                                   |
| 50 m rana                             | Uomini Dettagli                       |                                       |                                       |                                       |                                       |                                       |                                       | SB2 SB3                               |                                       |                                       |                                       |
| 50 m rana                             | Donne Dettagli                        |                                       |                                       |                                       |                                       |                                       |                                       | SB3                                   |                                       |                                       |                                       |
| 100 m rana                            | Uomini Dettagli                       | SB9                                   |                                       | SB7                                   | SB5 SB13 SB4                          |                                       | SB11 SB12                             | SB8 SB14                              | SB6                                   |                                       |                                       |
| 100 m rana                            | Donne Dettagli                        | SB9                                   |                                       | SB7                                   | SB5 SB13 SB4                          |                                       | SB11                                  | SB8 SB14                              | SB6                                   |                                       |                                       |
| 50 m farfalla                         | Uomini Dettagli                       |                                       | S6                                    | S5                                    |                                       | S7                                    |                                       |                                       |                                       |                                       |                                       |
| 50 m farfalla                         | Donne Dettagli                        |                                       | S6                                    | S5                                    |                                       | S7                                    |                                       |                                       |                                       |                                       |                                       |
| 100 m farfalla                        | Uomini Dettagli                       | S13                                   | S8                                    |                                       |                                       | S10                                   |                                       | S11                                   | S9                                    |                                       |                                       |
| 100 m farfalla                        | Donne Dettagli                        | S13                                   | S8                                    |                                       |                                       | S10                                   |                                       |                                       | S9                                    |                                       |                                       |
| 150 m misti                           | Uomini Dettagli                       |                                       |                                       |                                       |                                       | SM4                                   |                                       |                                       | SM3                                   |                                       |                                       |
| 150 m misti                           | Donne Dettagli                        |                                       |                                       |                                       |                                       | SM4                                   |                                       |                                       |                                       |                                       |                                       |
| 200 m misti                           | Uomini Dettagli                       |                                       |                                       | SM13                                  | SM9 SM10                              | SM6                                   | SM7                                   |                                       |                                       | SM11                                  |                                       |
| 200 m misti                           | Donne Dettagli                        |                                       |                                       | SM13                                  | SM9 SM10                              | SM6                                   | SM7                                   |                                       | SM5                                   | SM11                                  | SM8 SM14                              |
| Staffette stile libero                | Uomini Dettagli                       |                                       | 4×50 m 20pts                          |                                       |                                       |                                       |                                       | 4×100 m 34pts                         |                                       |                                       |                                       |
| Staffette stile libero                | Donne Dettagli                        |                                       | 4×50 m 20pts                          |                                       |                                       |                                       |                                       |                                       | 4×100 m 34pts                         |                                       |                                       |
| Staffette miste                       | Uomini Dettagli                       |                                       |                                       |                                       |                                       |                                       |                                       |                                       |                                       |                                       | 4×100 m 34pts                         |
| Staffette miste                       | Donne Dettagli                        |                                       |                                       |                                       |                                       |                                       |                                       |                                       |                                       | 4×100 m 34pts                         |                                       |

|  | Finale |